# 맥스웰-볼츠만 분포
맥스웰-볼츠만 분포(Maxwell-Boltzmann 分布)는 물리학과 화학에서 응용하는 확률 분포이다. 일반적으로 사용되는 곳이 통계 역학이다. 모든 물리 계의 온도는 그 계를 구성하는 분자들이나 원자들의 운동에 의해 발생한다. 이 입자들은 각각 다른 속도 범위를 가지고 있는데 다른 입자들과 충돌하면서 일정하게 변한다. 이러한 속도들의 맥스웰 분포는 모든 속도 범위에 대해 계의 온도에 대한 함수로 표현된다.
만약, 이 분포가 표준 편차 {\displaystyle a}에 대한 정규분포처럼 그 성분들이 분산되어 있다면 이 분포는 3차원 벡터의 크기로 생각할 수 있다. 즉,{\displaystyle X_{i}}가 {\displaystyle X\sim N(0,a^{2})}처럼 분포되면 아래 식이 파라메터 {\displaystyle a}로 맥스웰-볼츠만 분포처럼 분포된다.
{\displaystyle Z={\sqrt {X_{1}^{2}+X_{2}^{2}+X_{3}^{2}}}}

## 특성
맥스웰-볼츠만 분포 곡선은 입자들의 평균 표본에서 어떻게 입자 속도가 분포되는지 보여준다. 어떤 주어진 온도에서 매우 적은 입자들만이 매우 낮거나 높은 에너지를 갖는다.(대부분은 두 상태 내부 어딘가에 에너지 준위를 가질 것이다.) 이것은 평균 에너지라고 불린다. 반응이 일어나려면 활성 에너지 장벽을 넘어야 한다. 만약 입자의 수를 늘리면, 반응 물질의 농도가 증가하고 보다 높은 활성화 에너지를 만들 수 있다.
{\displaystyle a=1}에서 맥스웰-볼츠만 분포는 Chi-분포와 동일하다. 추가로, 만약 {\displaystyle Z}가 파라메터 {\displaystyle a}로 맥스웰-볼츠만 분포처럼 분포된다면 밑의 식이 Chi-분포처럼 분포될 것이다.
{\displaystyle W={\frac {Z}{a}}}
맥스웰-볼츠만 분포의 제곱 평균은 {\displaystyle {\sqrt {3}}a}가 된다. {\displaystyle {\sqrt {2}}<2{\sqrt {2/\pi }}<{\sqrt {3}}}이 될 때, 모드가 제곱 평균보다 항상 낮은 기댓값보다 낮을 것이다.

## 맥스웰-볼츠만 분포의 물리적 응용
맥스웰-볼츠만 분포는 기체의 압력, 확산 과 같은 기본적인 그 성질을 설명하는 기체 운동 이론의 기본을 형성한다. 이 분포는 기체에서 분자 속도의 분포를 고려할 수 있을 뿐만 아니라 속도, 운동량, 분자 운동량의 크기 등 서로 다른 확률 분포 함수를 가지지만 모두 연관되어 있는 물리량을 광범위하게 나타낸다.
맥스웰-볼츠만 분포는 통계 역학을 사용함으로써 유도할 수 있다. 이 분포는 많은 수의 상호 작용이 없는 입자들로 구성된 양자 효과가 무시되는 계에서 모든 속도 분포 가능성에 대응한다. 기체 상태에서 분자 간의 내부 반응은 일반적으로 매우 작고 이에 따라 맥스웰-볼츠만 분포는 기체 상태의 조건에서 매우 좋은 접근을 제시한다.
그러나 재조합 및 여기가 중요한 이온층과 공간 플라즈마의 물리학과 같이 탄성 충돌 조건 등이 적용되지 않는 경우들도 있다. 만약 맥스웰 분포와 그와 관련된 가정을 여기에 적용했다면 그것은 잘못된 것이며 물리적 의미를 파악하지 못한 것이다. 맥스웰-볼츠만 분포의 잘못된 결과를 가져다 주는 또다른 예는 바로 기체의 양자적 열 파장이 입자들 간의 거리에 비교하여 충분히 작지 않을 때의 경우이다. 따라서 이 이론은 중요한 양자 효과를 설명하는 데 실패한다. 또한 이것이 비상대론적 가정에 기초하고 있기에 맥스웰-볼츠만 분포는 광속을 넘어서는 분자 속도들이 존재하지 않음을 보여주지 못한다.
맥스웰에 의한 최초 계산은 3가지 방향이 같은 방식으로 행동할 것이라고 가정했다. 그러나 이후에, 볼츠만에 의한 계산은 운동 이론을 사용하는 가정으로 낮췄다.맥스웰-볼츠만 분포는 에너지에 대한 볼츠만 분포로부터 대부분 유도될 수 있다.
{\displaystyle {\frac {N_{i}}{N}}={\frac {g_{i}\exp \left(-E_{i}/kT\right)}{\sum _{j}^{}g_{j}\,{\exp \left(-E_{j}/kT\right)}}}\qquad \qquad (1)}
여기서 Ni은 에너지Ei를 가지는 상태i와 겹침 gi에서, 평형온도 T를 가지는 분자들의 수이며, N는 계 안에서 가지는 총 분자들의 수가 된다. 그리고 k는 볼츠만 상수가 된다.(가끔 위의 식은 겹침 인자 gi를 빼고 쓰는 경우가 있음에 유의하라). 이 경우에서, 첨자i는 각개 상태를 나타낼 것이다. 오히려 gi의 집단은 동일한 에너지 Ei.를 가지는 것으로 나타낼 수 있다. 왜냐하면 속력과 속도는 에너지로 연관되어 있고, 식 1은 기체 상태의 분자 속도와 온도 간의 관계를 유도하기 위해 사용될 수 있기 때문이다.이 식에 있는 분모는 모듬 분배 함수로 알려져 있다.

### 운동량 벡터의 분포
지금까지 맥스웰에 의해 다양하고 광범위하게 유도된 계산들이 후에 1877년 볼츠만이 적은 가정으로 설명되고 이 가정이 더 설득력을 얻었다.
바닥 상태에서 상호 작용이 없는 원자들로만 구성된 "이상 기체"의 경우, 모든 에너지는 운동 에너지의 형태로 되어 있고 일반적인 입자들에 대하여 운동 에너지와 운동량은 아래와 같다.
{\displaystyle E={\frac {p^{2}}{2m}}}
여기서 p²는 운동량 벡터의 제곱이 된다.
p = [px, py, pz]. 따라서 우리는 식 1을 다음과 같이 사용할 수 있다.
{\displaystyle {\frac {N_{i}}{N}}=k{\frac {1}{Z}}\exp \left[{\frac {-(p_{x}^{2}+p_{y}^{2}+p_{z}^{2})}{2mkT}}\right]\qquad \qquad (3)}
Z는 여기서 분배 함수를 나타내며, 식 1에서 분모에 해당된다. m 은 기체의 분자 질량이며, T는 열역학 온도, k는 볼츠만 상수이다. Ni/N의 분포는 운동량 성분들의 값으로 분자를 찾을 확률 밀도 함수 fp 에 비례적이다. 따라서 밑의 식으로 나타낼 수 있다.
{\displaystyle f_{\mathbf {p} }(p_{x},p_{y},p_{z})={\frac {c}{Z}}\exp \left[{\frac {-(p_{x}^{2}+p_{y}^{2}+p_{z}^{2})}{2mkT}}\right].\qquad \qquad (4)}
규격화 상수 c는 어떠한 운동량이 반드시 1이 되는 값을 가지는 분자의 확률을 알아내는 것으로 고려될 수 있다. 그래서 식 4에 대한 적분은 모두 px, py, 그리과 pz 이 1이 되어야만 한다. 이것은 다음 식으로 증명된다.
{\displaystyle c={\frac {Z}{({\sqrt {2\pi mkT}})^{3}}}.\qquad \qquad (5)}
식 5를 식 4에 대입하여 풀면 다음과 같이 나온다.
{\displaystyle f_{\mathbf {p} }(p_{x},p_{y},p_{z})={\sqrt {\left({\frac {1}{2\pi mkT}}\right)^{3}}}\exp \left[{\frac {-(p_{x}^{2}+p_{y}^{2}+p_{z}^{2})}{2mkT}}\right].\qquad \qquad (6)}
이 분포는 분산 {\displaystyle mkT}에 의한 3개의 독립적인 정규 분포 값들 {\displaystyle p_{x}},{\displaystyle p_{y}}, {\displaystyle p_{z}}의 곱으로 보일 수 있다. 게다가 운동량의 크기가 {\displaystyle a={\sqrt {mkT}}}만큼 맥스웰-볼츠만 분포처럼 분포될 것이라고 보일 수 있다.

### 에너지의 분포
{\displaystyle p^{2}=2mE}를 사용하여 에너지 분포에 대한 식을 유도할 수 있다.
{\displaystyle f_{E}\,dE=f_{p}\left({\frac {dp}{dE}}\right)\,dE=2{\sqrt {\frac {E}{\pi (kT)^{3}}}}~\exp \left[{\frac {-E}{kT}}\right]\,dE.\qquad \qquad (7)}
에너지가 정규 분포된 세 운동량 값들의 제곱에 대한 합에 비례할 때, 이 분포를 자유도가 3급인 chi-제곱 분포라 한다.
{\displaystyle f_{E}(E)\,dE=\chi ^{2}(x;3)\,dx}
여기서 맥스웰-볼츠만 상수는 기체가 양자 기체로 고려되는 것으로부터 얻어질 수 있다.
{\displaystyle x={\frac {2E}{kT}}.\,}

### 속도 벡터 분포
속력 확률 밀도fv는 운동량 확률 밀도 함수에 비례한다는 사실로부터 다음과 같이 된다.
{\displaystyle f_{\mathbf {v} }d^{3}v=f_{\mathbf {p} }\left({\frac {dp}{dv}}\right)^{3}d^{3}v}
그리고 p = mv임을 이용하면 다음을 얻을 수 있다.
{\displaystyle f_{\mathbf {v} }(v_{x},v_{y},v_{z})={\sqrt {\left({\frac {m}{2\pi kT}}\right)^{3}}}\exp \left[{\frac {-m(v_{x}^{2}+v_{y}^{2}+v_{z}^{2})}{2kT}}\right],\qquad \qquad (8)}
이것이 바로 맥스웰-볼츠만의 속도 분포이다. 무한소[dvx, dvy, dvz]에서 v = [vx, vy, vz]에 대한 어떤 속도를 가진 입자를 찾을 확률은 밑의 식이 된다.
{\displaystyle f_{\mathbf {v} }\left(v_{x},v_{y},v_{z}\right)\,dv_{x}\,dv_{y}\,dv_{z}.}
운동량처럼 이 분포는 분산 {\displaystyle kT/m}만큼 주어진 세 가지 독립적인 정규 분포 값들{\displaystyle v_{x}} {\displaystyle v_{y}},{\displaystyle v_{z}} 의 곱으로 보인다. 이것 역시 벡터 속도
[vx, vy, vz]에 대한 맥스웰-볼츠만 속도 분포가 각 세 가지 방향에 대하여 분포들의 곱이라는 것으로 보일 수 있다.
{\displaystyle f_{v}\left(v_{x},v_{y},v_{z}\right)=f_{v}(v_{x})f_{v}(v_{y})f_{v}(v_{z})}
한 방향에 대한 분포는 분산{\displaystyle {\frac {kT}{m}}}의 정규 분포의 형태를 가지고 있다. 정지 상태의 기체에 대해 예측했던 것처럼,어떤 방향에 대한 평균 속도는 0이 된다.
{\displaystyle f_{v}(v_{i})={\sqrt {\frac {m}{2\pi kT}}}\exp \left[{\frac {-mv_{i}^{2}}{2kT}}\right].\qquad \qquad (9)}

### 속력 분포

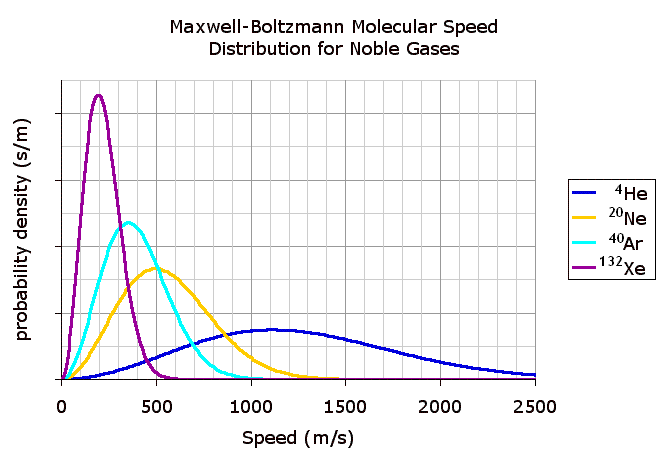
온도 298.15K (25 C)에서 불활성 기체들의 속도의 확률 밀도 함수는 정규 분포로 접근하지만 오른쪽으로 편중된 모습을 보이다. y축은 s/m이므로 곡선 상의 면적은 (차지하는 범위만큼의 속도의 확률을 표현한다.) 단위가 없을 것이다.

통계 물리에서는 분자 개개의 속도보다 분자들의 속력에 더 관심을 가진다. 속력에 대한 맥스웰-볼츠만 분포는 아래와 같이 쓸 수 있다.
{\displaystyle f(v)=4\pi \left({\frac {m}{2\pi kT}}\right)^{3/2}\!\!v^{2}\exp \left[{\frac {-mv^{2}}{2kT}}\right]\qquad (10)}
여기서 속력 v는 아래와 같이 정의된다.
{\displaystyle v={\sqrt {v_{x}^{2}+v_{y}^{2}+v_{z}^{2}}}}
식 10에 있는 f(v)의 단위는 단위 속력당 확률이거나, 그래프의 오른쪽에서 단지 속력의 반비례가 된다. 그리고 속도가 정규화 분포된 세 속도 성분들의 제곱의 합의 제곱근이 되면, 이 분포는 {\displaystyle a={\sqrt {kT/m}}}만큼의 맥스웰-볼츠만 분포가 된다. 또한 우리는 실제 분포보다 입자들의 평균속력과 같은 물리량을 필요로 한다. 평균 속도, 예상 속도와 제곱 평균은 맥스웰-볼츠만 분포의 특성으로부터 나타내질 수 있다.

### 전체 속력
위의 식들이 속력 분포를 알 수 있게 해 주지만 일반적으로 실제 분포보다 입자들의 평균 속력과 같이 그 실제적인 양을 필요로 한다. vp는 어떤 계에서 어느 분자에 의해 같아진 속력이고 최댓값이나 f(v)의 모드에 대응한다. 이것을 찾으려면 df/dv을 계산해야 한다.이것을 0으로 두고 v에 대하여 풀면 밑의 식처럼 된다.
{\displaystyle {\frac {df(v)}{dv}}=0}
이 식은 다음과 같이 나타낼 수 있다.
{\displaystyle v_{p}={\sqrt {\frac {2kT}{m}}}={\sqrt {\frac {2RT}{M}}}}
평균 속력은 속력 분포의 수학적 평균이므로 다음과 같이 된다.
{\displaystyle \langle v\rangle =\int _{0}^{\infty }v\,f(v)\,dv={\sqrt {\frac {8kT}{\pi m}}}={\sqrt {\frac {8RT}{\pi M}}}}
또한 제곱 평균 속도, vrms는 속력에 제곱하여 평균한 값에 제곱근을 취한 것이기 때문에 밑의 식으로 나타낼 수 있다.
{\displaystyle v_{\mathrm {rms} }={\sqrt {\int _{0}^{\infty }v^{2}\,f(v)\,dv}}={\sqrt {\frac {3kT}{m}}}={\sqrt {\frac {3RT}{M}}}}
따라서 전체 속력은 아래와 같다.
{\displaystyle v_{p}<\langle v\rangle <v_{\mathrm {rms} }.}

## 참고 하기
- 볼츠만 상수
- 레일리 분포
- 이상 기체
- 제임스 클러크 맥스웰
- 동역학
- 자외선 파탄

## 같이 보기
- 맥스웰-볼츠만 통계
- 볼츠만 분포
- 레일리 분포
- 기체 분자 운동론